# MK 108
«MK 108» (нем. Maschinenkanone — автоматическая пушка) — немецкая тяжёлая 30-мм авиационная пушка времён Второй мировой войны.

## История
Пушка была разработана компанией «Рейнметалл-Борзиг» в 1940 году и представлена в Рейхсминистерство авиации, в ответ на заказ на разработку крупнокалиберной авиационной пушки для борьбы с тяжёлыми бомбардировщиками союзников. Испытания показали, что пушка очень хорошо подходит для этой цели: достаточно было в среднем четырёх попаданий, чтобы перерезать пополам тяжёлый бомбардировщик, например, «B-17» или «B-24». Для того же, чтобы сбить одномоторный истребитель, достаточно единственного попадания. Для сравнения, 20-мм пушке «MG 151/20» требовалось в среднем от 20 до 30 попаданий, чтобы сбить «B-17».
«MK 108» была запущена в производство в конце 1941 года. Пик производства в сентябре-октябре 1944 года составлял 10 000 единиц в месяц. Первое боевое применение пушка получила в конце 1943 года на истребителях Messerschmitt Bf 110 (G-2/R3).

## Конструкция
Пушка оказалась эффективной и надёжной, при этом относительно лёгкой, компактной и простой в изготовлении. Это достигалось простотой конструкции — 80 процентов всех деталей изготовлялись штамповкой, количество движущихся частей было сведено к минимуму за счёт использования схемы со свободным затвором. Такая автоматика, впрочем, имела свои недостатки.

### Автоматика
Автоматика со свободным ходом затвора отличается простотой, но применяется обычно лишь в лёгком стрелковом оружии (например, в пистолетах-пулемётах ППШ, MP-40 и др.. Причина в том, что при более высоких давлениях в стволе, характерных для систем среднего калибра, выброс газов при открывании затвора может повредить оружие. Поэтому в таких системах обычно используются другие схемы автоматики: отдача ствола или отвод пороховых газов. Эти схемы автоматики, кроме того, позволяют добиться более высокого давления в канале ствола, что важно для достижения хорошей баллистики оружия. Конструкторы «MK 108» всё же применили свободный затвор, что позволило облегчить и упростить конструкцию; проблема же выброса газов была решена укорачиванием ствола. Длина ствола была рассчитана таким образом, чтобы к моменту открывания затвора снаряд уже покинул канал ствола и давление газов в стволе упало до безопасного уровня. Такое решение имело свою цену. Из-за укорочения ствола начальная скорость снаряда «MK 108» была заметно ниже, чем у других авиационных пушек, что отрицательно сказалось на баллистике: уменьшилась эффективная дальность стрельбы и увеличился разброс снарядов. Однако, как показала практика боевого применения, компромисс оказался весьма удачным. Для сравнения укажем, что 30-мм пушка «MK 103» с обычной схемой автоматики и высокой скоростью снаряда имела вес 145 кг и длину более 2 м, поэтому на одномоторных истребителях применения не нашла.

### Недостатки
Низкая дульная скорость снаряда стала основным недостатком «MK 108», так как из-за неё ухудшалась настильность траектории (снижение снаряда составляет 45 м на первых 1000 м полёта). Длительное время полёта снаряда и дугообразная траектория серьёзно ограничивали эффективность огня по манёвренным целям, поэтому пушка предназначалась для использования против бомбардировщиков. Но даже против тяжёлых самолётов огонь приходилось открывать с коротких дистанций, что было затруднительно на быстрых истребителях, таких как «Me 262», рисковавших столкнуться с целью при атаке на большой скорости.

### Боеприпасы

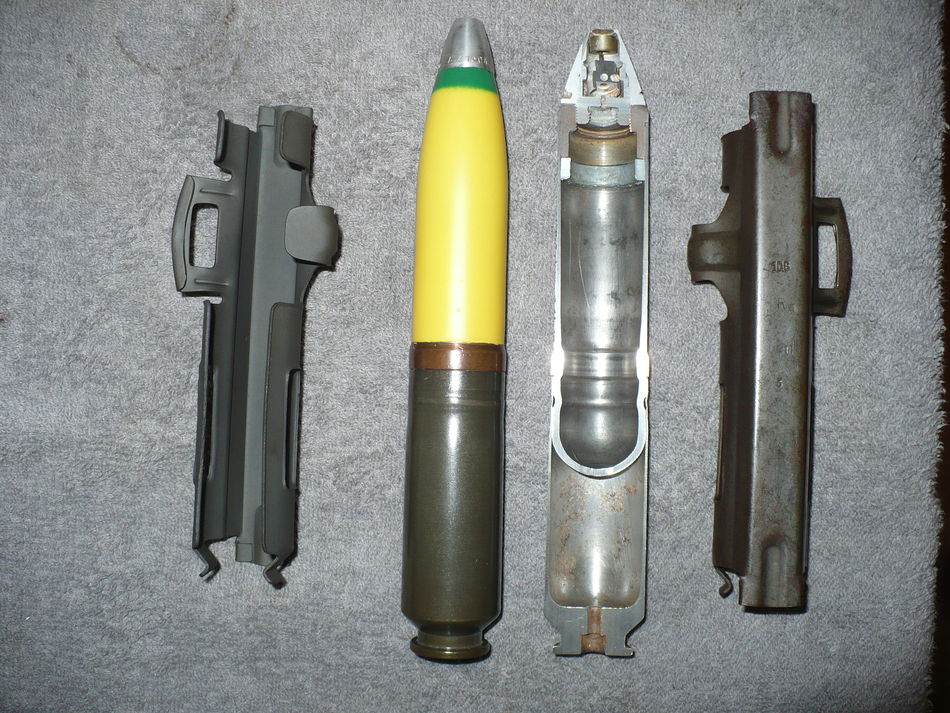

Для пушки «MK 108» использовались специально разработанные патроны калибра 30 мм с длиной гильзы 90 мм. В отличие от большинства других боеприпасов, в которых для гильз применялась латунь, для «MK 108» использовались стальные гильзы.
Были разработаны различные типы боеприпасов: бронебойные, фугасные и зажигательные. На практике чаще всего использовались фугасные и зажигательные снаряды. Фугасные снаряды изготовлялись из стали методом глубокой вытяжки, а не точением корпуса, как в большинстве случаев. Это позволило получить тонкостенный, но прочный корпус, в который помещалось значительно больше взрывчатого вещества или зажигательной смеси, чем в снаряде с точёным корпусом. Отсюда немецкое название снаряда — «Minengeschoß», то есть снаряд с повышенным наполнением взрывчатым веществом. Кроме того, тянутый корпус был легче точёного, что благоприятно сказывалось на работе выбранной схемы автоматики.
Пушка комплектовалась лентой на 60 или 120 патронов.

## Боевое применение в авиации
Пушка «MK 108» нашла широкое применение на истребителях, действующих против тяжёлых бомбардировщиков союзников, среди экипажей которых она быстро заслужила репутацию грозного и сокрушительного оружия. Всего нескольких попаданий было достаточно, чтобы разорвать тяжёлый бомбардировщик пополам. Из-за характерного звука выстрела и высокой скорострельности её прозвали[кто?] «отбойный молоток» (англ. "jackhammer").
Пушка также широко применялась на двухмоторных ночных истребителях («Heinkel He.219», «Messerschmitt Bf.110»), на которых устанавливалась как обычным образом, так и посередине фюзеляжа под углом вверх и вперёд. Такая установка получила название «Неправильная музыка» (нем. Schräge Musik); она позволяла истребителям атаковать бомбардировщики противника незаметно, приближаясь к ним снизу, в «мёртвой зоне» заднего стрелка.
Четырьмя пушками «MK 108» был вооружён первый реактивный истребитель люфтваффе «Messerschmitt Me 262».

## Комментарии и примечания
Комментарии
1. ↑  Варианты автоматики со свободным ходом затвора были использована также в зенитной пушке Oerlikon и некоторых противотанковых ружьях.

Примечания
1. ↑  Rheinmetall-Borsig MK 108 30mm cannon на сайте luft46.com. Дата обращения: 2 января 2017. Архивировано 4 февраля 2020 года.
2. ↑  Фирсов А. А. Мессершмидт Bf109. — М.: «Астрель», 2001. — С. 96.